# Gale Norton

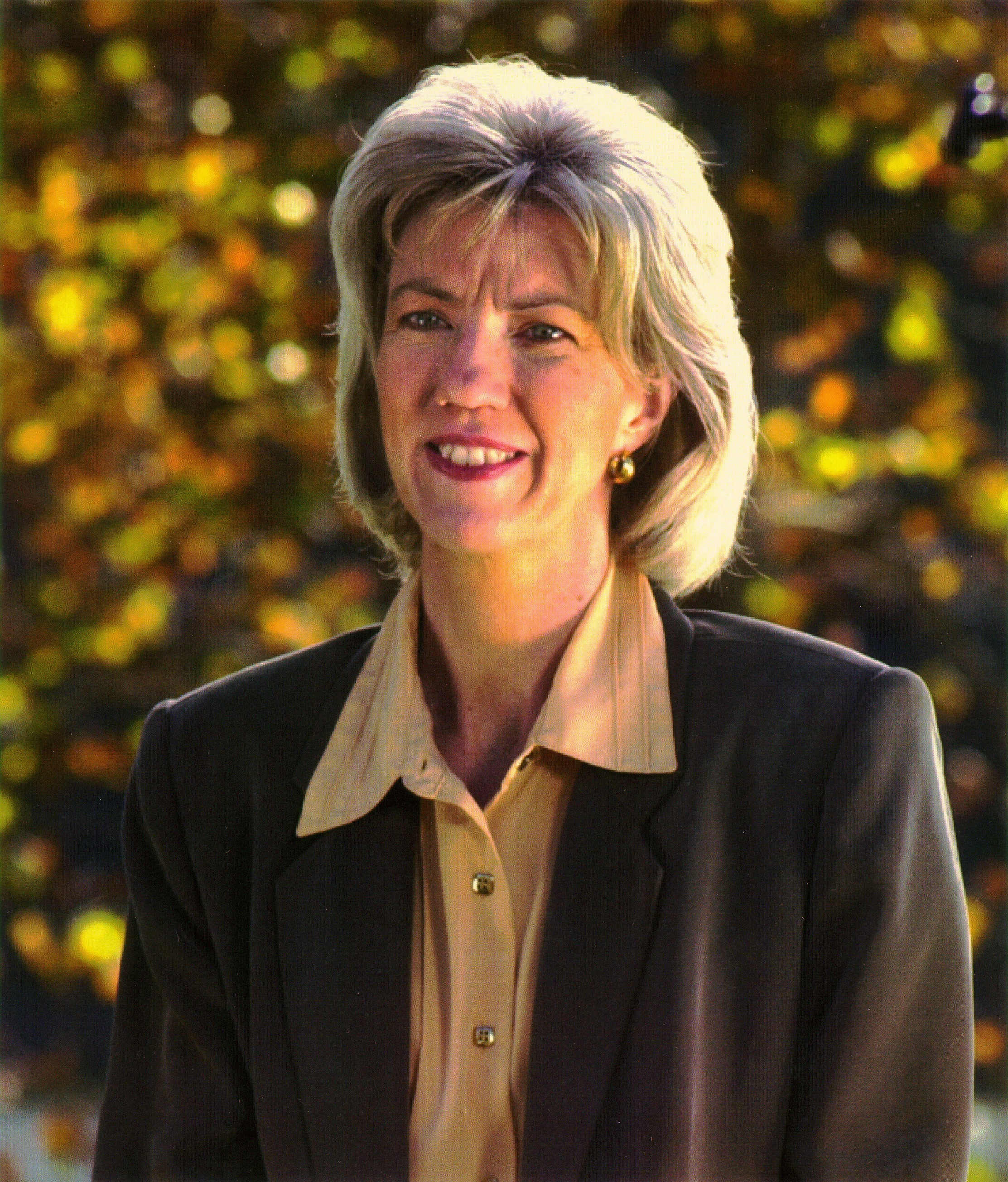
Gale Norton

Gale Ann Norton (* 11. März 1954 in Wichita, Kansas) ist eine US-amerikanische Politikerin. Sie war von Januar 2001 bis März 2006 Innenministerin der Vereinigten Staaten im Kabinett von Präsident George W. Bush und bekleidete damit als erste Frau dieses Amt.

## Karriere
Gale Norton schloss 1975 mit magna cum laude von der University of Denver ab und erreichte ihren Juris Doctor (J.D.) (Abschluss des dreijährigen juristischen Grundstudiums in den USA) mit Auszeichnung 1978. Während ihres Studiums gehörte sie der Honor Society Phi Beta Kappa an. In den späten 1970er Jahren war sie Mitglied der Libertarian Party, der drittgrößten Party der USA, und wurde 1980 fast zur Parteivorsitzenden gewählt. Sie gehörte verschiedenen Gruppen der „wise use“ oder „free-market environmentalist“ Bewegung an. Als Anwältin schrieb sie einmal über einige Rechte von Unternehmen, zu „verschmutzen“. Sie arbeitete außerdem als Assistentin des stellvertretenden Landwirtschaftsministers und von 1979 bis 1983 als Senior Attorney for the Mountain States Legal Foundation.
Von 1991 bis 1999 war Norton Attorney General des Bundesstaates Colorado, vor der Wahl arbeitete sie in Washington, D.C. als Associate Solicitor für das Innenministerium. Im Jahr 1996 bewarb sie sich als Republikanerin um einen Sitz im US-Senat, wurde jedoch von Wayne Allard in der innerparteilichen Primary geschlagen. Bevor sie 2001 Innenministerin wurde, war sie bei Brownstein, Hyatt & Farber, P.C. als Rechtsanwältin angestellt. Im Jahr 2004 wurde sie als mögliche Nachfolgerin für den Senatsposten von Ben Nighthorse Campbell in Colorado gehandelt, entschied sich schließlich dann aber doch dagegen, sodass der Demokrat Ken Salazar den Sitz errang.
Am 10. März 2006 erklärte sie ihren Rücktritt als US-Innenministerin zum Monatsende. Es sei für sie an der Zeit, sich nach neuen Zielen außerhalb der Politik umzusehen, erklärte Norton einen Tag vor ihrem 52. Geburtstag. In einem Rücktrittsschreiben kündigte sie an, in die Privatwirtschaft zu wechseln.
Sie ist mit John Hughes verheiratet.